# عربلوي درة
عربلوي درة هي قرية في مقاطعة أرومية، إيران. يقدر عدد سكانها بـ 346 نسمة بحسب إحصاء 2016.